# マウリツィア・カッチャトーリ
マウリツィア・カッチャトーリ（Maurizia Cacciatori、女性、1973年4月6日 - ）は、イタリアの元バレーボール選手。現役時代のポジションはセッター。元イタリア代表。

## 来歴
1989年、パッラヴォーロ・シリオ・ペルージャに入団し、プロとしてのキャリアをスタートさせる。1998年、イタリア代表に初選出されると、正セッターとして1990年代後半の代表チームを牽引した。同年に日本で開催された世界選手権で三大大会初出場すると、5位入賞すると自身もベストセッター賞を受賞した。1999年のワールドカップ、2000年のシドニー五輪に出場した。
1999年よりイタリアセリエＡの強豪ベルガモに移籍し、欧州チャンピオンズリーグでは2度優勝を果たした。2004年5月のアテネ五輪世界最終予選直前に代表へ復帰したが、アテネ五輪の代表メンバーからは外れた。2007年に現役引退した。

## 球歴
- オリンピック - 2000年
- 世界選手権 - 1998年
- ワールドカップ - 1999年
- 欧州選手権 - 1999年、2001年

## 受賞歴
- 1998年 世界選手権 ベストセッター賞

## 所属クラブ
- パッラヴォーロ・シリオ・ペルージャ（1989-1993年）
- Polisportiva Amazzoni Agrigento（1993-1995年）
- ベルガモ（1995-1998年）
- Centro Ester Pallavolo（1998-1999年）
- ベルガモ（1999-2003年）
- CVテネリフェ（2003-2005年）
- Arzano Volley（2005-2006年）
- Club 15-15（2006-2007年）